# 류시현
류시현(1970년 9월 2일 ~ )은 대한민국의 MC이며, 1996년 MBC 《사랑의 스튜디오》로 데뷔하였다.

## 학력
- 영동일고등학교
- 오스트레일리아 시드니 대학교 경제학과 학사
- 중앙대학교 신문방송대학원 언론학 석사

## 출연 작품

### 뮤지컬
- 2004년 《루나틱》 ... 고독해 역
- 2017년 《순교자의딸 유섬이》 ... 유섬이 역

### 연극
- 2003년 해롤드 핀터 작 《배신》 ... 엠마 역
- 2016년 《요셉 임치백》 ... 은이 역
- 2016년 톨스토이 작 《사람은 무엇으로 사는가》 ... 천사 역

### TV 프로그램
- 1996년 MBC 《사랑의 스튜디오》
- 1996년 EBS 《야호 퀴즈마을》
- 1998년 ~ 2004년 KBS 《가족오락관》
- 1999년 EBS 《직업의 세계》
- 1999년 SBS 《행복찾기》
- 1999년 KBS 2TV 《연예가중계》
- 2000년 KBS 2TV 《전통체험, 뿌리깊은 나무》
- 2001년 EBS 《장학퀴즈》
- 2002년 KBS 2TV 《TV는 사랑을 싣고》
- 2002년 MBC 《브레인 서바이버》
- 2002년 KNN 《씨네포트》
- 2004년 J Golf 《닥터J 골프》
- 2008년 7월 19일 KBS2 《스타 골든벨》 - 194회 게스트
- 2011년 메디컬TV 《메디컬TV 주치의》
- 2012년 PBC TV 《본당전 퀴즈온》
- 2014년 KNN 《청춘예찬》
- 2014년 YTN 사이언스 《사과나무》
- 2015년 PBC TV 《책, 영화, 그리고 이야기》
- 2018년 cpbc TV 《신부님과 나누Go! 신나Go!》

### 영화
- 2003년 《조폭 마누라 2: 돌아온 전설》
- 2016년 《레나》

### TV 드라마
- 1997년 EBS 《감성세대》 ... 퀴즈쇼 MC 역
- 2006년 MBC 《궁》 ... 담임선생님 역
- 2008년 KBS2 《연애결혼》 ... 손 팀장 역
- 2008년 MBC 《사랑해, 울지마》 ... 유인영 역
- 2012년 KBS 《울랄라 부부》 ... 나애숙 역
- 2013년 JTBC 《궁중잔혹사 꽃들의 전쟁》 ... 정상궁 역
- 2019년 tvN 《아스달 연대기》 ... 모명진 역
- 2021년 tvN 《어사와 조이》 ... 벼루아짐 역
- 2023년 tvN 《아라문의 검》 ... 모명진 역
- 2025년 tvN 《이혼 보험》 … 딸에게 이혼 보험을 들어주려는 어머니 역

### 라디오 프로그램
- 1998년 EBS FM 《생방송 영어퀴즈쇼》
- 2000년 PBC FM 《FM 좋은아침》
- 2001년 KBS 제2라디오 《이병진, 류시현의 2시가 좋아》
- 2002년 PBC FM 《한낮의 가요선물》
- 2004년 MBC 표준FM 《뷰티풀 썬데이》
- 2006년 MBC 표준FM 《류시현의 뉴스터치》
- 2014년 KBS World Radio 《여행수첩》
- 2021년 경인방송 《언제나 좋은날 류시현입니다》

### 광고
- 스프라이트
- 실론티
- 고향우동
- 옥시크린
- LG 싸이언
- 홈씨씨인테리어